# Daniel López
Daniel Fernando López Rojas (6 de março de 1969) é um jogador de futebol chileno e está atualmente aposentado. Atuou pelo Club Deportivo Universidad Católica do Chile, onde foi vice-campeão da Copa Libertadores da América em 1993.
Sua primeira convocação pela seleção chilena aconteceu no dia 22 de março de 1994. Foi convocado no total três vezes pela seleção chilena.